# Арсентьево (Липецкая область)
Арсентьево — деревня в Становлянском районе Липецкой области.
Входит в состав Кирилловского сельсовета.

## География
Расположена восточнее села Кириллово, от которого Арсентьево отделяет ручей Грунин Воргол.
Через Арсентьево проходит асфальтированная дорога; имеются две улицы: Набережная и Садовая.

## Население
| 2010 |
| ---- |
| 199  |